# Одеський повіт
Одеський повіт — історична адміністративно-територіальна одиниця Херсонської губернії Російської імперії. Охоплював південно-західну частину губернії.
Центр повіту був у місті Одеса.

## Підпорядкування
- Створений Указом Олександра І від 19.10.1825 у складі Херсонської губернії;
- Указом  Миколи І 16.03.1827 затверджена його територія. Для Одеського повіту виділили з повітів: Тираспольського — 578.325 дес. (21806 осіб) і Херсонського — 424.5754 дес. землі (8396 осіб);
- 1920–1923 у складі Одеської губернії;
- 1923 року повіт ліквідовано та утворено Одеську округу.

## Склад
Станом на 1886 рік налічував 163 сільських громади, 174 поселення у 33 волостях. Населення — 138 127 осіб (70548 чоловічої статі та 67579 — жіночої), 14497 дворових господарств.
Волості на 1886 рік: Александрфельдська, Анатоліївська, Антоново-Кодинцівська, Анчекрак-Іллінська, Баденська, Більчанська, Біляївська, Велико-Буялицька, Гільдендорфська, Граденіцька, Грос-Лібентальська, Зельцька, Іллінська, Калаглійська, Ковалівська, Коренихська, Кубанська, Курісо-Покровська, Куртівська, Ландауська, Мало-Буялицька, Мангеймська, Нейзацька, Нейфрейдентальська, Нечаянська, Ново-Покровська, Олександрівська, Петрівська, Раснопільська, Рорбахська, Северинівська, Тузлівська, Фрейдентальська.
|                     | Площа, десятин | У тому числі орної, дес. |
| ------------------- | -------------- | ------------------------ |
| Сільських громад    | 266045         | 168606                   |
| Приватної власності | 549758         | 248835                   |
| Казенної власності  | 25353          | 5684                     |
| Іншої власності     | 9640           | 7839                     |
| Загалом             | 820796         | 425964                   |

1921 р. повіт поділявся на 17 волостей: Анатоліївська, Антоново-Кодинцівська (Комінтернівська), Більчанська, Біляївська (Червоно-Повстанська), Грос-Лібентальська, Дальницька (утворена з поселень колишньої Дальницької дільниці скасованого Одеського градоначальства), Євгенівська, Зельцька, Курісо-Покровська, Куртівська, Мангеймська, Нечаянська, Северинівська (Ленінська), Сичавська, Троїцька, Усатівська (утворена з сіл колишньої Дальницької дільниці скасованого Одеського градоначальства).

## Міста повіту та поселення, напряму підпорядковані повітовим чи заштатним містам
- Одеське градоначальництво.
- Маяки.
- Овідіополь з передмістями Молдаванка та Скурти.
- Очаків, приміські хутори Ближній Бейкуш, Дальній Бейкуш, Куцуруб.